# Perlorodka
Perlorodka (Margaritifera) je rod sladkovodních mlžů z čeledi perlorodkovití. Obývají chladné potoky s nízkým obsahem živin.

## Druhy
- perlorodka říční Margaritifera margaritifera (Linnaeus, 1758)
- Margaritifera auricularia (Spengler, 1793)
- Margaritifera falcata (Gould, 1850)
- Margaritifera hembeli (Conrad, 1838)
- Margaritifera laevis (Haas)
- Margaritifera marrianae R. I. Johnson, 1983